# Ptychocheilus oregonensis
Ptychocheilus oregonensis är en fiskart som först beskrevs av Richardson, 1836.  Ptychocheilus oregonensis ingår i släktet Ptychocheilus och familjen karpfiskar. Inga underarter finns listade i Catalogue of Life.